# Debbie Lynch-White
Debbie Lynch-White, née en 1986 à Montréal, est une actrice québécoise.

## Jeunesse
Née en 1986 à Montréal, dans le quartier Ahuntsic, Debbie Lynch-White est enfant unique. Ses parents divorcent lorsqu’elle est au primaire. La famille paternelle de Debbie, les Lynch, est originaire du Nouveau-Brunswick, ce qui la rapproche de la communauté anglophone. Elle grandit sous l’influence de la religion catholique, où elle découvre la musique en participant à la chorale et à diverses pièces religieuses. Elle découvre le théâtre au secondaire, ce qui lui permet de développer rapidement une passion pour la scène.

## Biographie
Debbie Lynch-White termine ses études à l’École de théâtre du Cégep de Saint-Hyacinthe au sein de la cuvée 2010. Dès sa sortie, elle est engagée par le chorégraphe Dave St-Pierre à titre de remplaçante pour La Pornographie des âmes. Puis, elle participe en 2011 au spectacle Le cycle de la boucherie, créé par l’entreprise du chorégraphe au Théâtre La Chapelle.
En 2012, sa carrière est propulsée, alors qu’elle décroche le rôle de Nancy Prévost dans le très populaire téléroman Unité 9, à Radio-Canada. Elle s'illustre également au théâtre dans plusieurs pièces, dont Le vertige avec le Théâtre de l’Opsis dans une mise en scène de Luce Pelletier; Sunderland à la Compagnie Jean-Duceppe sous la direction de Serge Postigo; J’accuse avec le Théâtre d’Aujourd’hui et sous la direction de Sylvain Bélanger; Roméo et Juliette dans une mise en scène de Serge Denoncourt au Théâtre du Nouveau Monde, ainsi que plusieurs pièces de théâtre d’été partout au Québec.
En 2011, elle devient cofondatrice du Théâtre du Grand Cheval (TGC) avec Florence Longpré et Samuël Côté, une compagnie dédiée à la création d’œuvres contemporaines. Le TGC produit Chlore, une pièce d’abord présentée à La Petite Licorne en octobre 2012. Son travail au sein du TGC se poursuit, avec une deuxième création, Sylvie aime Maurice, à la Grande Licorne en mars 2017.
À un point tournant de sa carrière, Debbie est choisie pour incarner Mary Travers, le rôle-titre du film La Bolduc, à l’affiche au début de 2018. C’est d’ailleurs elle qui interprète toute la trame sonore du film. Elle gagne pour sa performance le prix Iris de la meilleure interprétation féminine dans un premier rôle féminin. En 2017, elle tourne également dans son premier long-métrage en anglais, Happy Face. Elle fait aussi partie de la distribution d’Une autre histoire sur les ondes de ICI Radio-Canada et Le Jeu à TVA. En 2021, elle est animatrice et conceptrice de la série documentaire Histoires de coming-out. Chaque épisode, elle rencontre des personnalités publiques ou des personnes inconnues et explore différentes histoires de coming-out.
En 2019, Debbie part en tournée avec son spectacle de reprises de chansons, Elle était une fois. Elle s’approprie de grandes chansons d’auteures féminines et nous parle de ses passions, ses peines, ses fous rires et ses préoccupations.
À l’été 2024, Debbie lynch-White interprète un rôle du film Nos belles-sœurs inspiré de la pièce de théâtre de Michel Tremblay : « les belles-sœurs ». Elle aura le rôle de Des-Neiges Verrette.
En 2023, elle présente la pièce Tremblements, un acte théâtral qui raconte l’histoire d’une infirmière de retour d’une mission humanitaire.
En novembre 2024, Debbie Lynch-White prend part au spectacle de Safia Nolin, Surveillée et punie, qui a comme thème les insultes et l'intimidation vécue par Safia Nolin. La même année, elle participe à la 8e édition du cabaret Accents Queers, proposant des courts textes parlant d’enjeux LGBTQIA+.
Dès ses 15 ans, Debbie Lynch-White a dû prendre soin de son père, atteint de la sclérose en plaque.
En 2023, Debbie se lance dans l’animation d’une série documentaire de 10 épisodes. Dans cette série, Debbie Lynch-White explore sans-jugement les divers styles amoureux.
En mars 2025, elle part en tournée Nord-Américaine dans le but de participer à la présentation de la pièce de théâtre Malaise dans la civilisation, de Étienne Lepage. La tournée comprend des présentations allant jusqu'au territoire américain, à New-York.
Elle est la porte-parole de la 43e édition des Rendez-vous Québec Cinéma, se tenant du 19 au 27 février 2025 .  

## Filmographie

### Cinéma
- 2013 : Les Autres Animaux : Aurélie
- 2013 : Aurore 2 : Debbie
- 2014 : Henri Henri : l'infirmière
- 2014 : Le Femme nue : Marie-Simone
- 2017 : Happy Face : Vanessa
- 2018 : La Bolduc : la Bolduc
- 2024 : Nos Belles-Soeurs : Des-Neiges Verette

### Télévision
- 2011-2012 : Vrak la Vie : Bijou, Philipette
- 2011 : Penthouse 5-0 : Océane Riendeau
- 2012-2018 : Unité 9 : Nancy Prévost
- 2012 : Mon meilleur ami : l'infirmière
- 2015 : Tête d'affiche : Dilan Dion-Dionne
- 2016-2017 : Ça décolle ! : rôles multiples
- 2018 : Le Jeu : Kim Everett
- 2019 : Les Invisibles : elle-même
- 2019 : Une autre histoire : Caroline Blanchette
- 2022 : Le Pacte : Julie Gaumont, la directrice
- 2023 : Les Bombes : Claudine Piché
- 2023 : Ouvre ton jeu avec Marie-Claude Barrette : Entrevue[16]
- 2023 : La coupe BBQ : Animatrice[17]
- 2023 : Ouvre ton jeu avec Marie-Claude Barrette : Entrevue [18]

## Théâtre
- 2012 : Chlore : Sarah[19]
- 2014 : Le vertige de Evguénia Guinzbourg [20]
- 2014: Sunderland de Clément Koch: L’intervenante Miss Gallagher[21]
- 2015 : J’accuse d’Annick Lefebvre: Dans le rôle de la fille qui adule[22]
- 2016 : Roméo et Juliette : la nourrice
- 2018-2021 : Platonov, amour, haine et angles morts de Tchekhov : La femme de Platonov[23]
- 2024 : Surveillée et punie : Alter ego de Safia Nolin[24]

## Discographie

### Album
- 2017 : La Bolduc[25]

## Distinctions
- Festival international du film de fiction historique 2018 : Mention spéciale de la presse pour le film La Bolduc;
- Prix Iris de la meilleure actrice en 2019 pour le film La Bolduc;
- Prix de la meilleure actrice au Festival du film des Villes Sœurs/Le Tréport/Mers-les-bains pour le film La Bolduc en 2018;
- Prix du meilleur espoir féminin au Festival du film des Villes Sœurs/Le Tréport/Mers-les-bains pour le film La Bolduc en 2018;
- Nomination pour album de l'année : réinterprétation au Gala de l'ADISQ pour l'album La Bolduc en 2018;
- Nomination pour interprète féminine de l'année pour La Bolduc au Gala de l'ADISQ en 2018;
- Prix Laurent-McCutcheon en 2020 : remis à une personne ou un organisme ayant contribué à la lutte contre l’homophobie[26].